# Богдан (автобус)

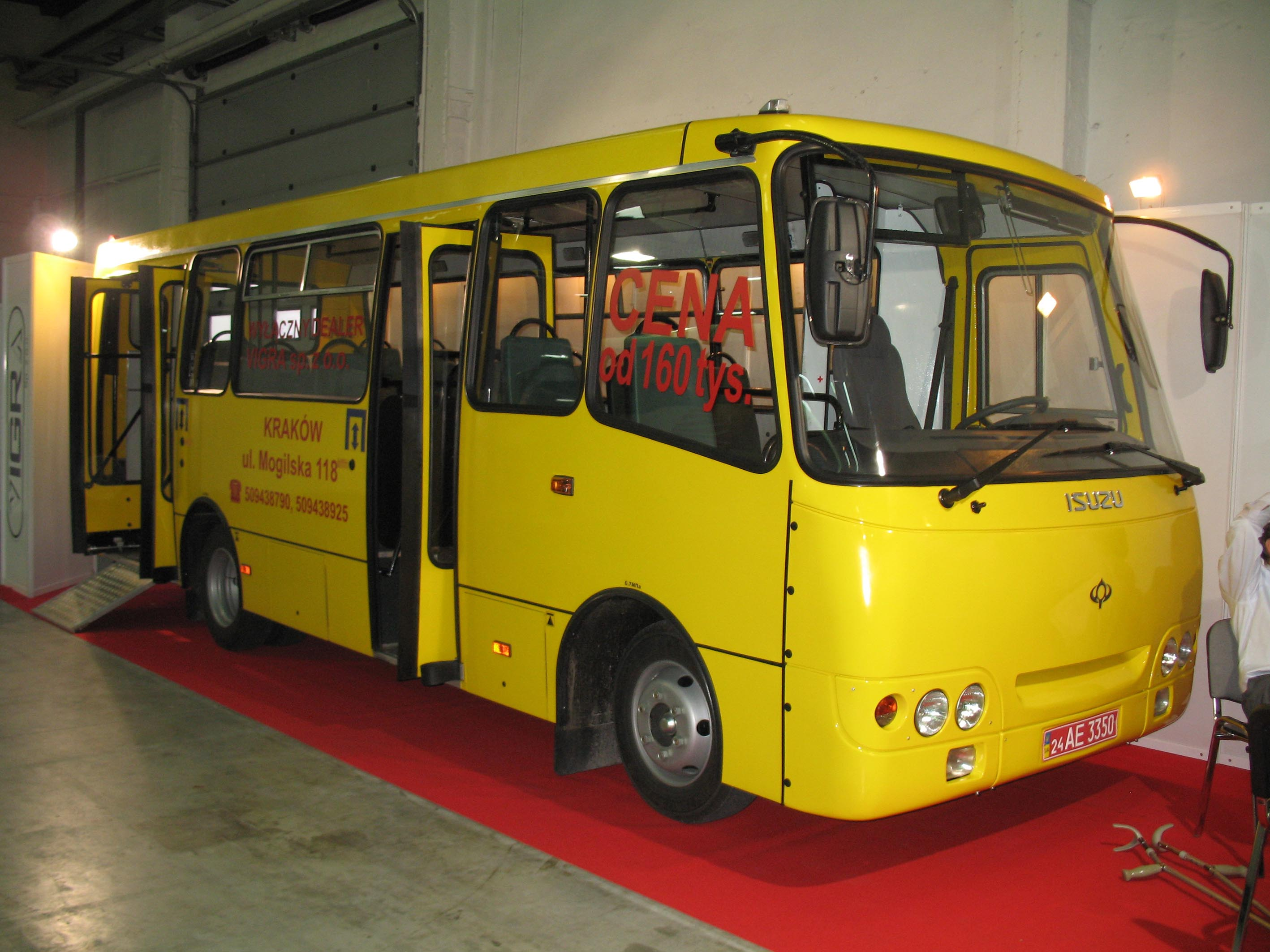
Богдан А092

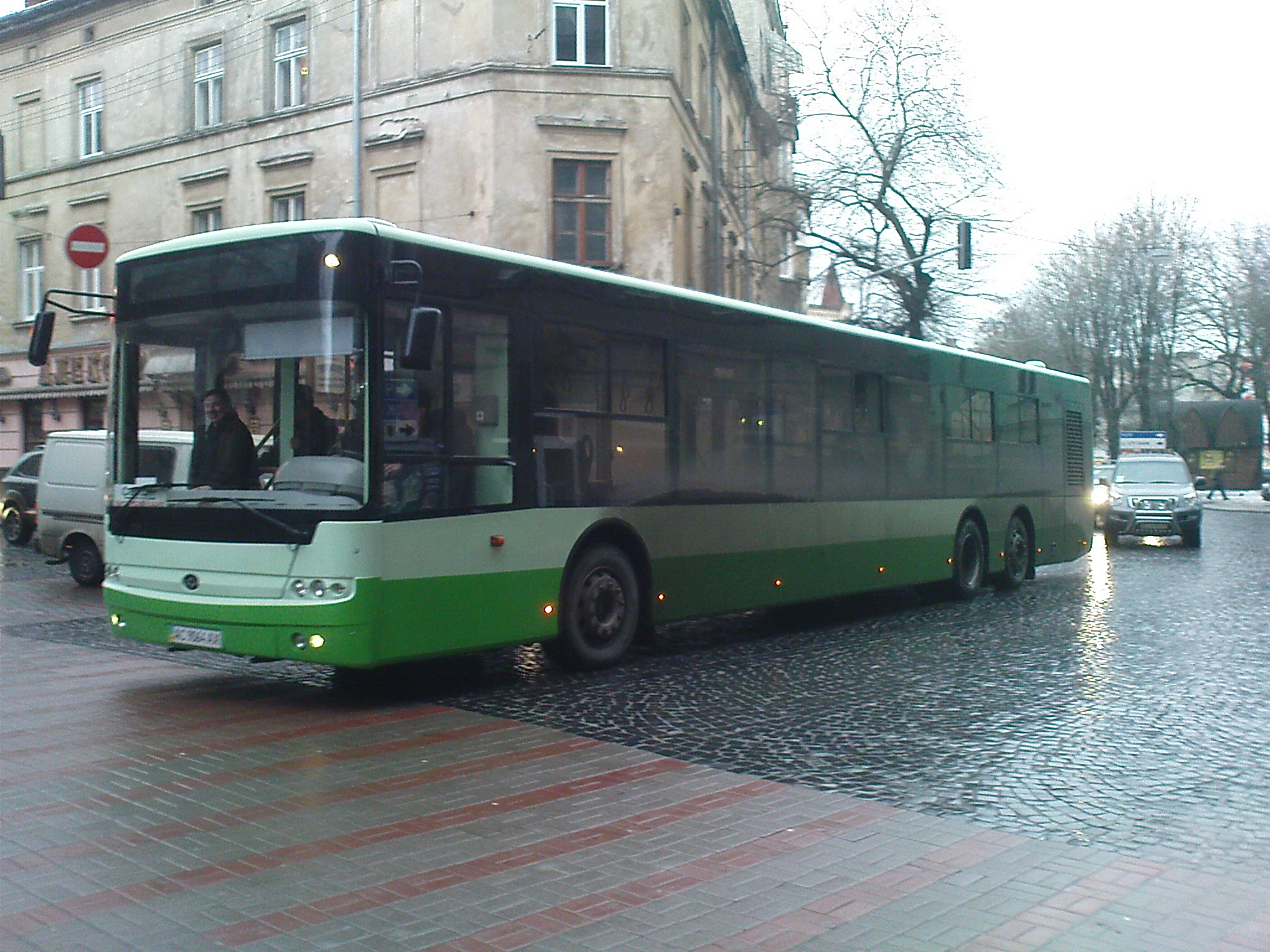
Богдан А801.10 — 15-ти метровий український низькопідлоговий автобус

Корпорація «Богдан» випускає велику кількість автобусів різних класів під автомобільними марками «Богдан» та «Ісузу». На цій сторінці наведено всі моделі автобусів, маршруток, бусів і тролейбусів марки «Богдан», які виробляються в Україні.

## Галерея

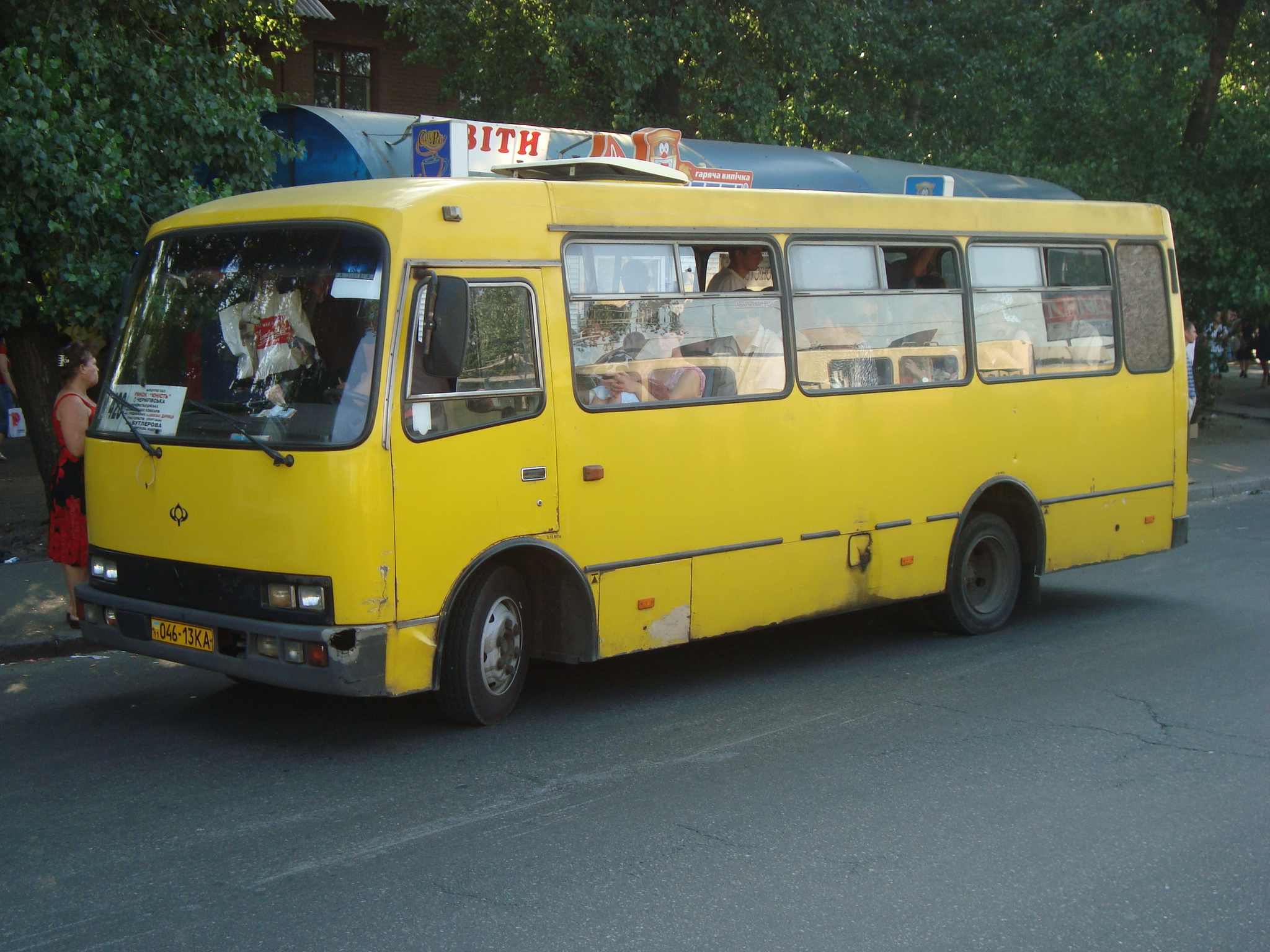
Богдан A091
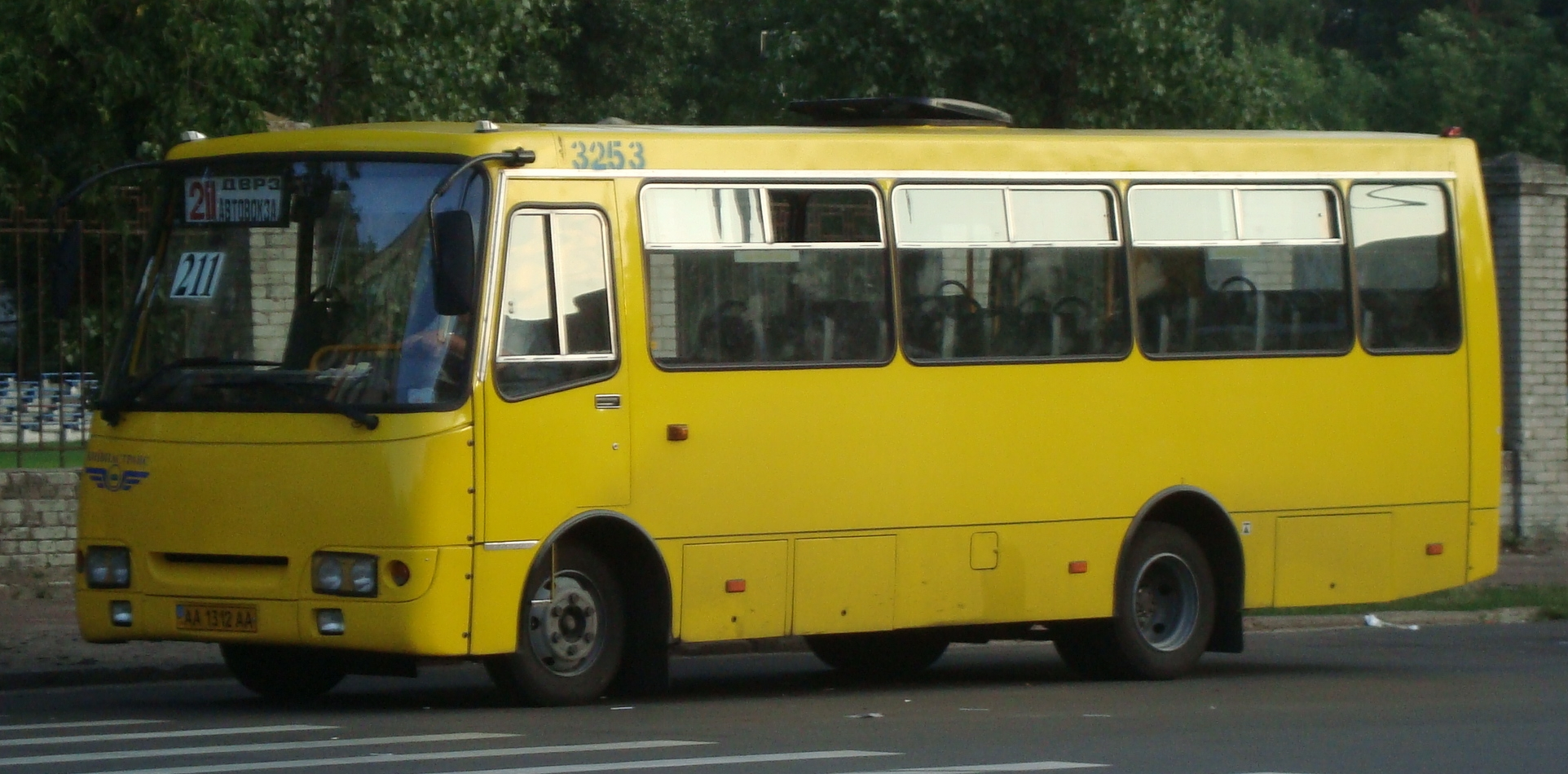
Богдан A092
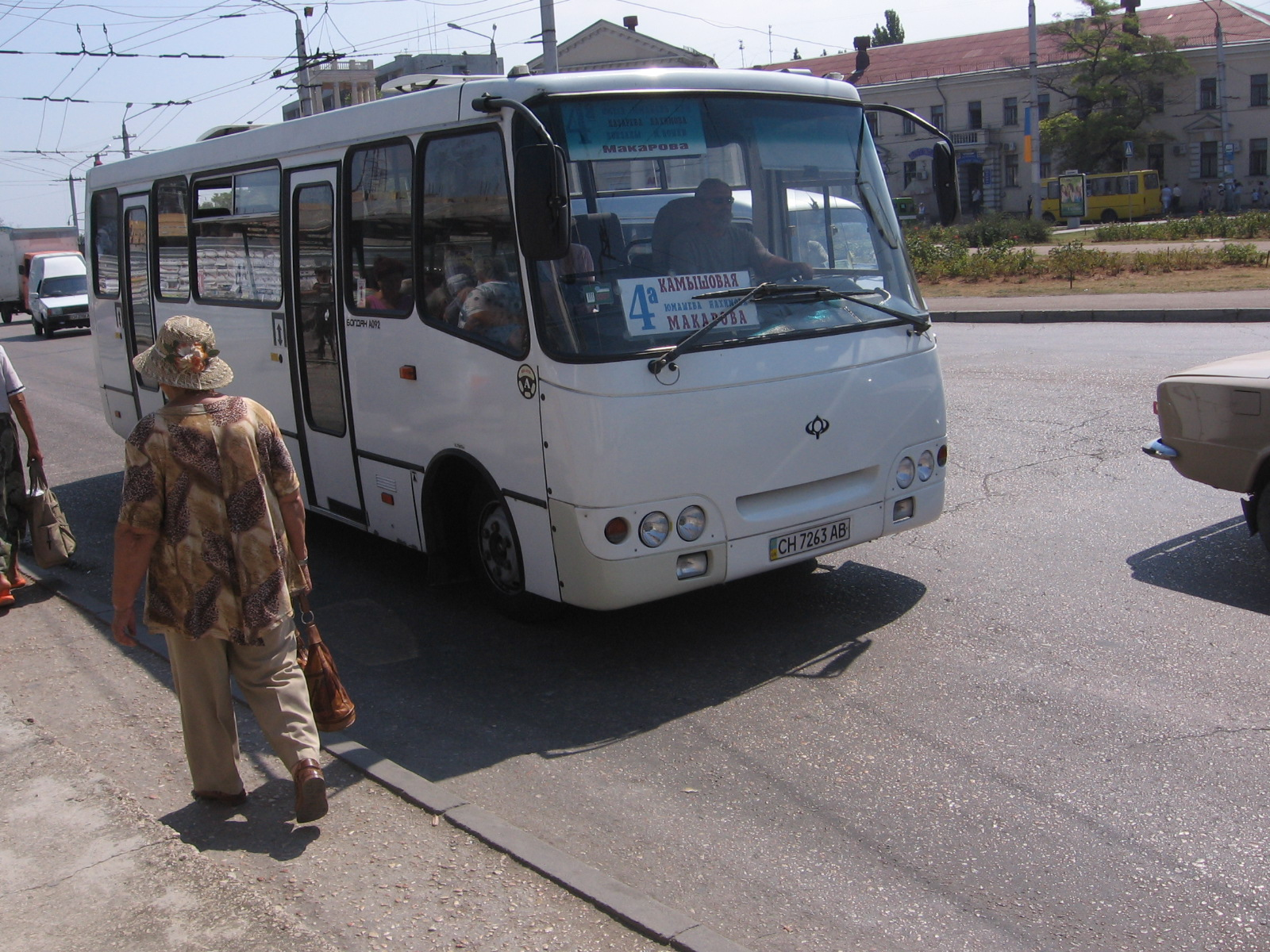
Богдан A092 - маршрутка у Севастополі
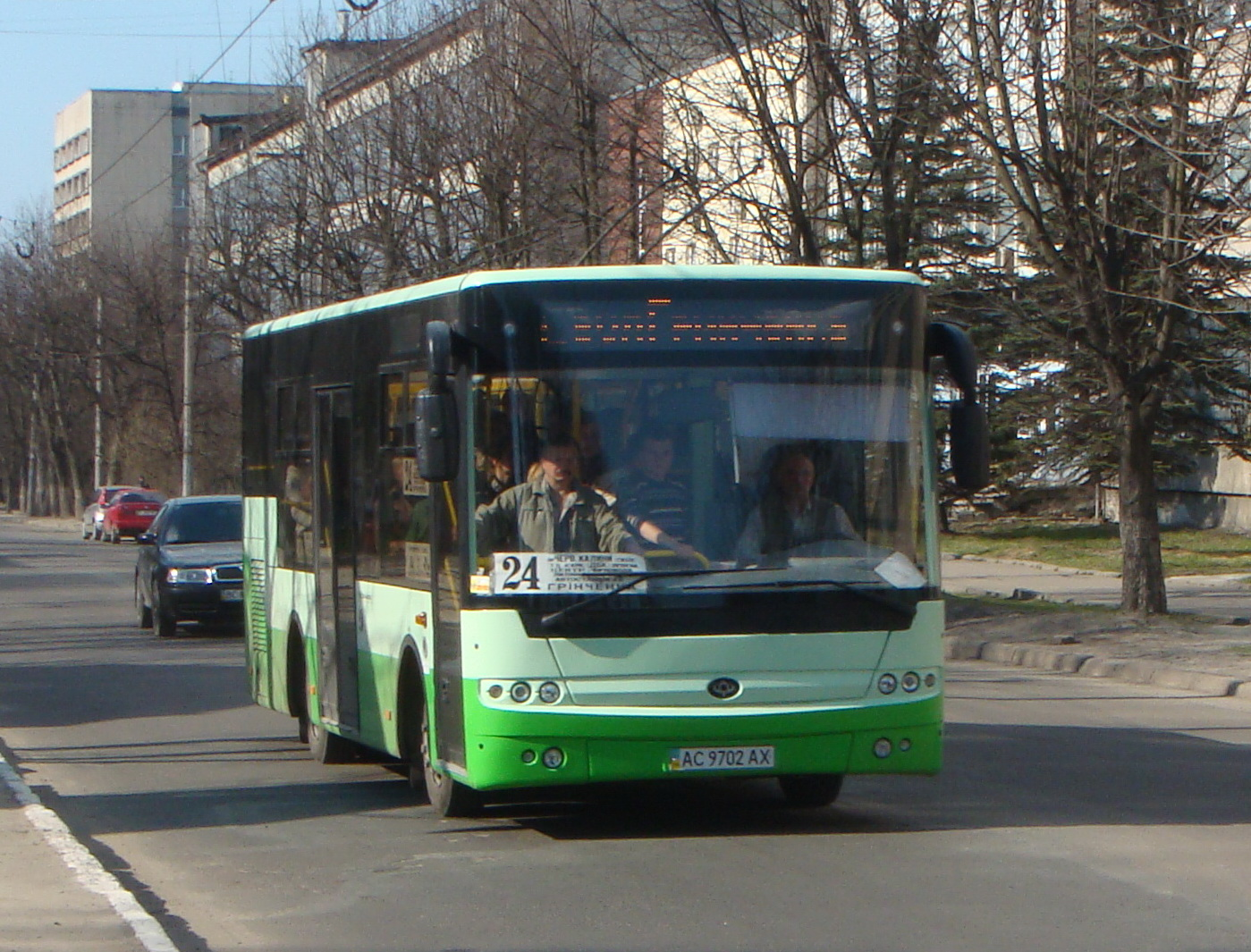
Новий Богдан A092.80 у Львові
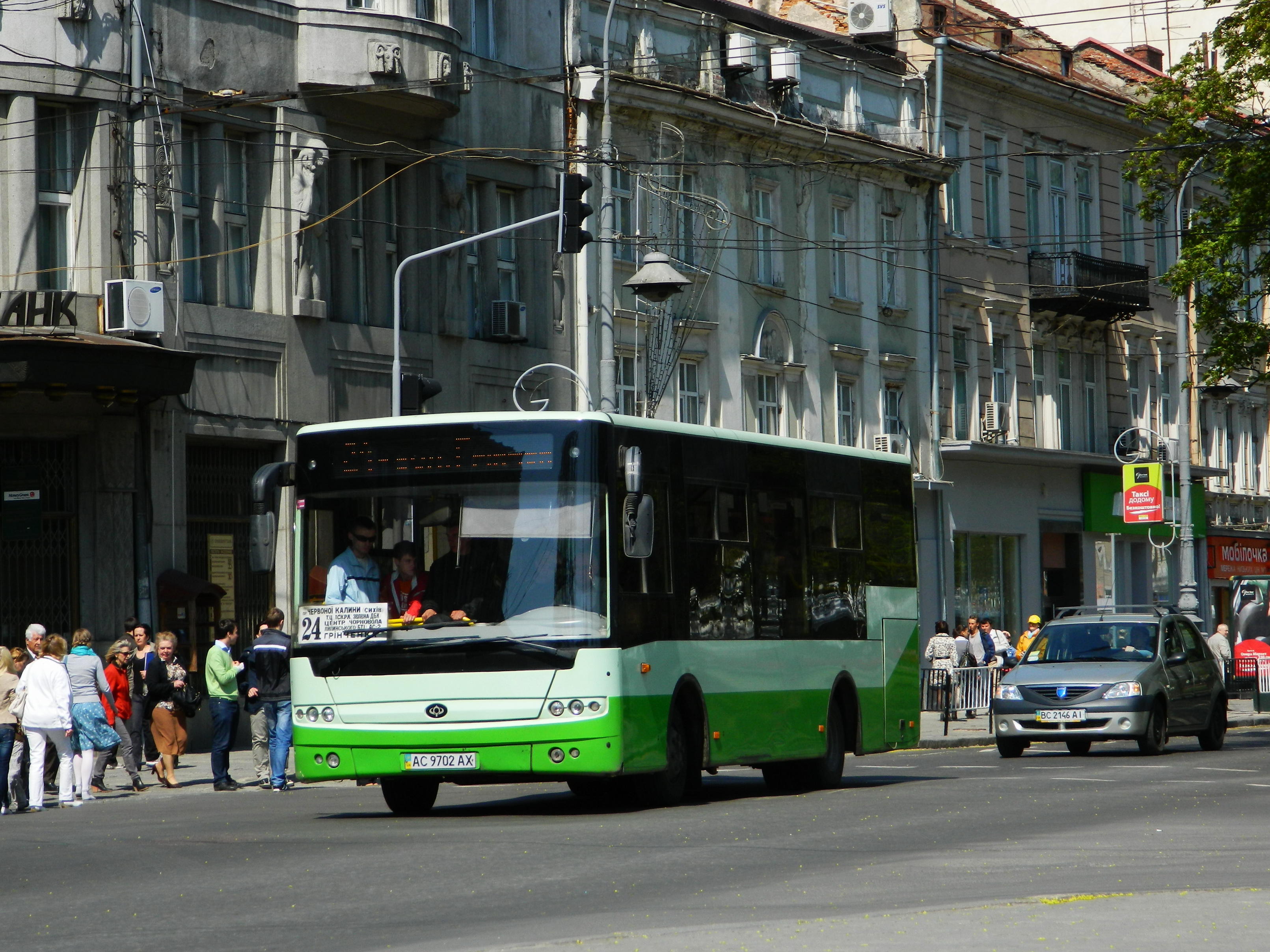
Автобус Богдан A092.80 у Львові
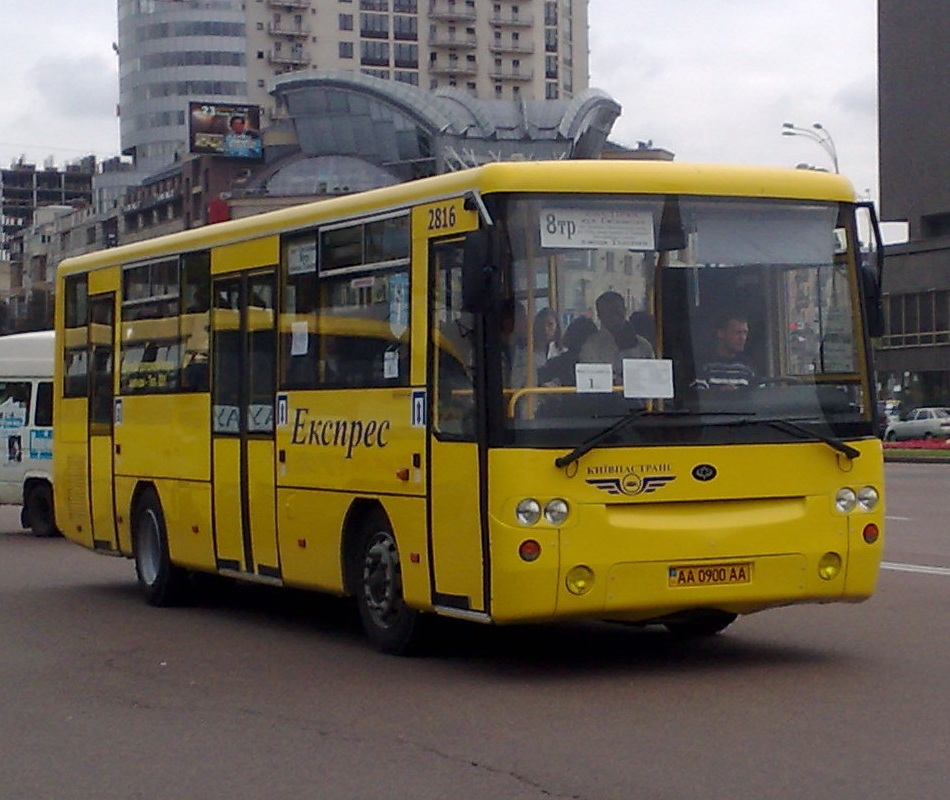
Богдан A1445 у Києві
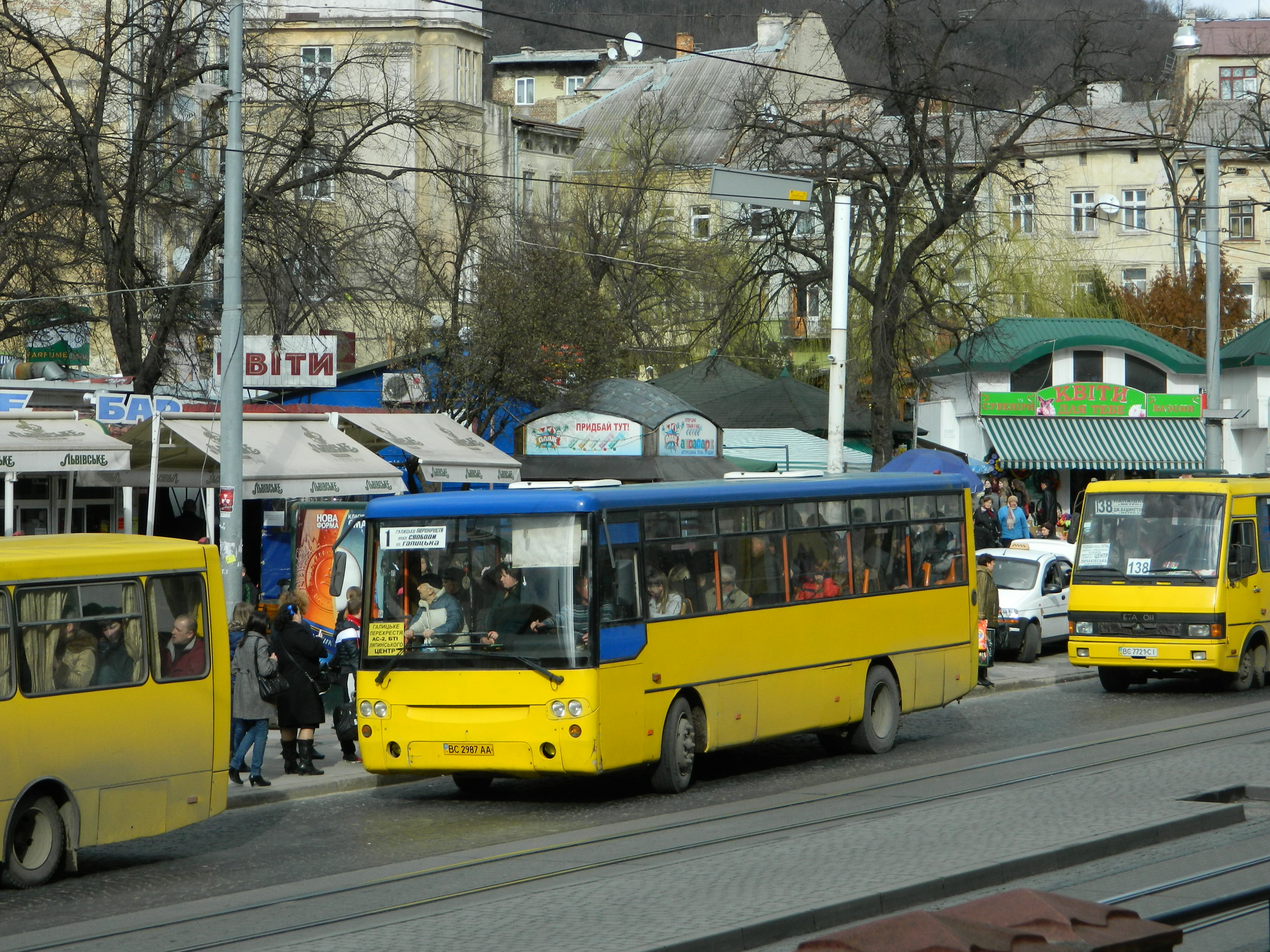
Богдан A144
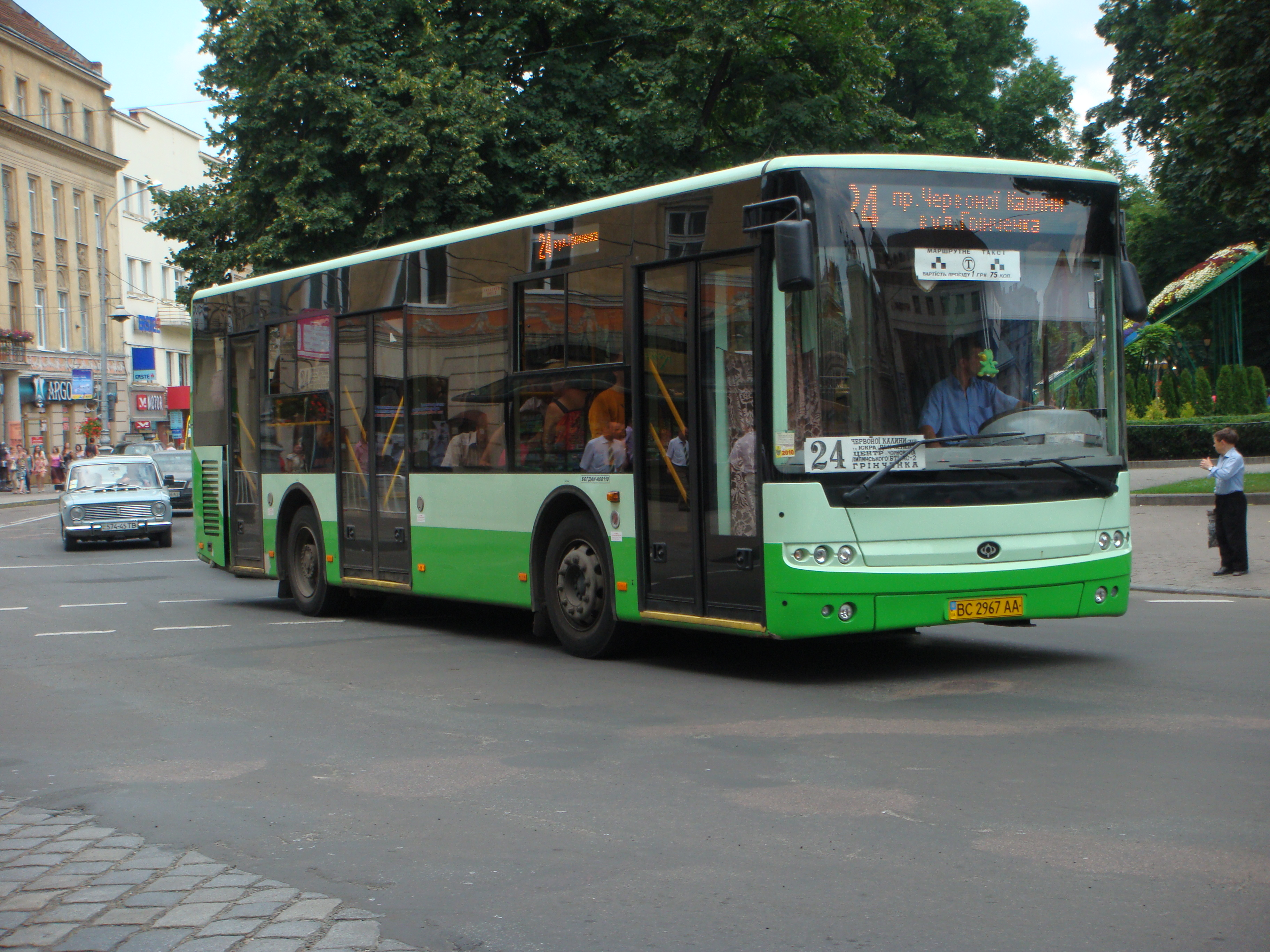
Богдан A601.10 у Львові
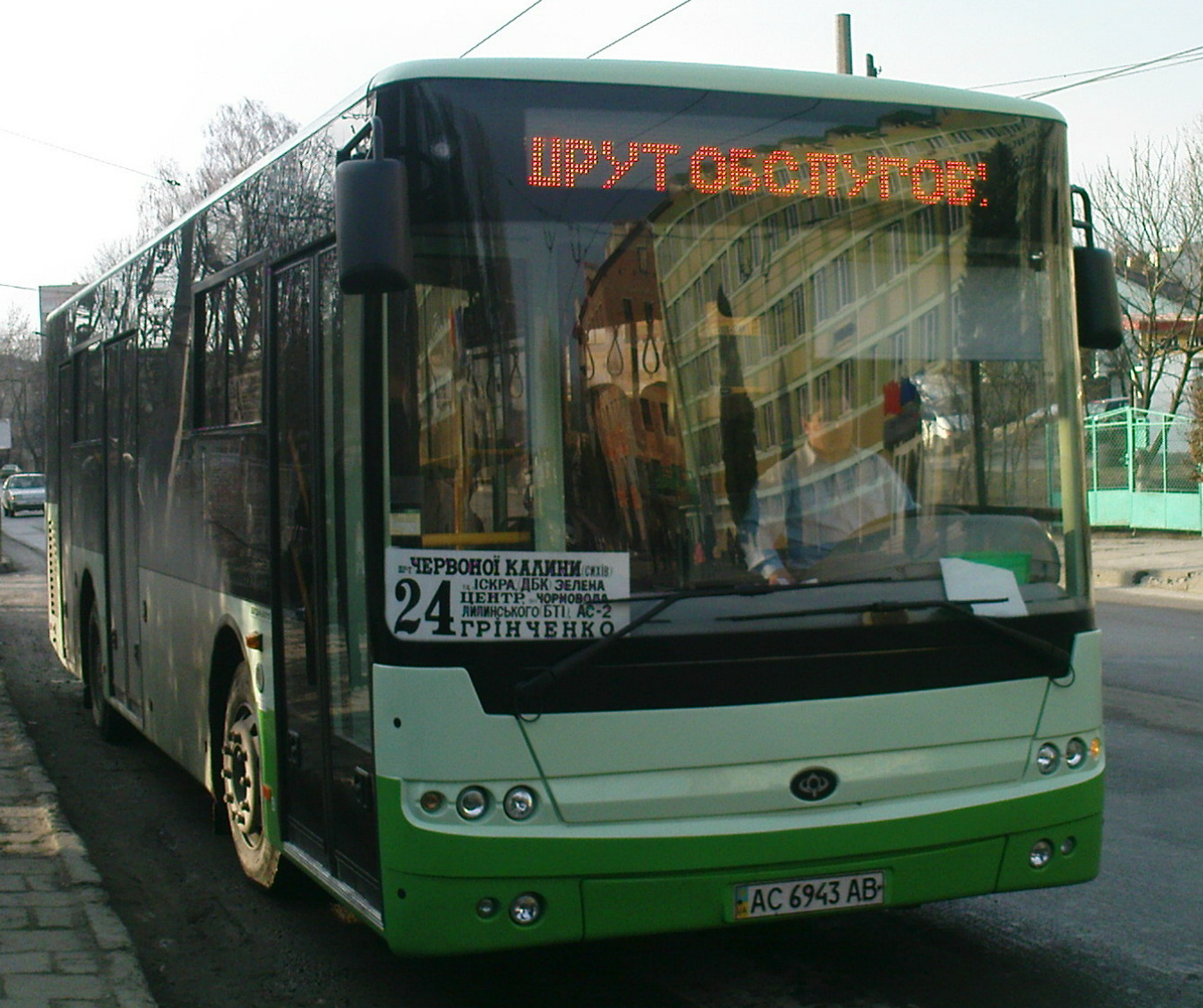
Богдан A601.10 Lviv Premier
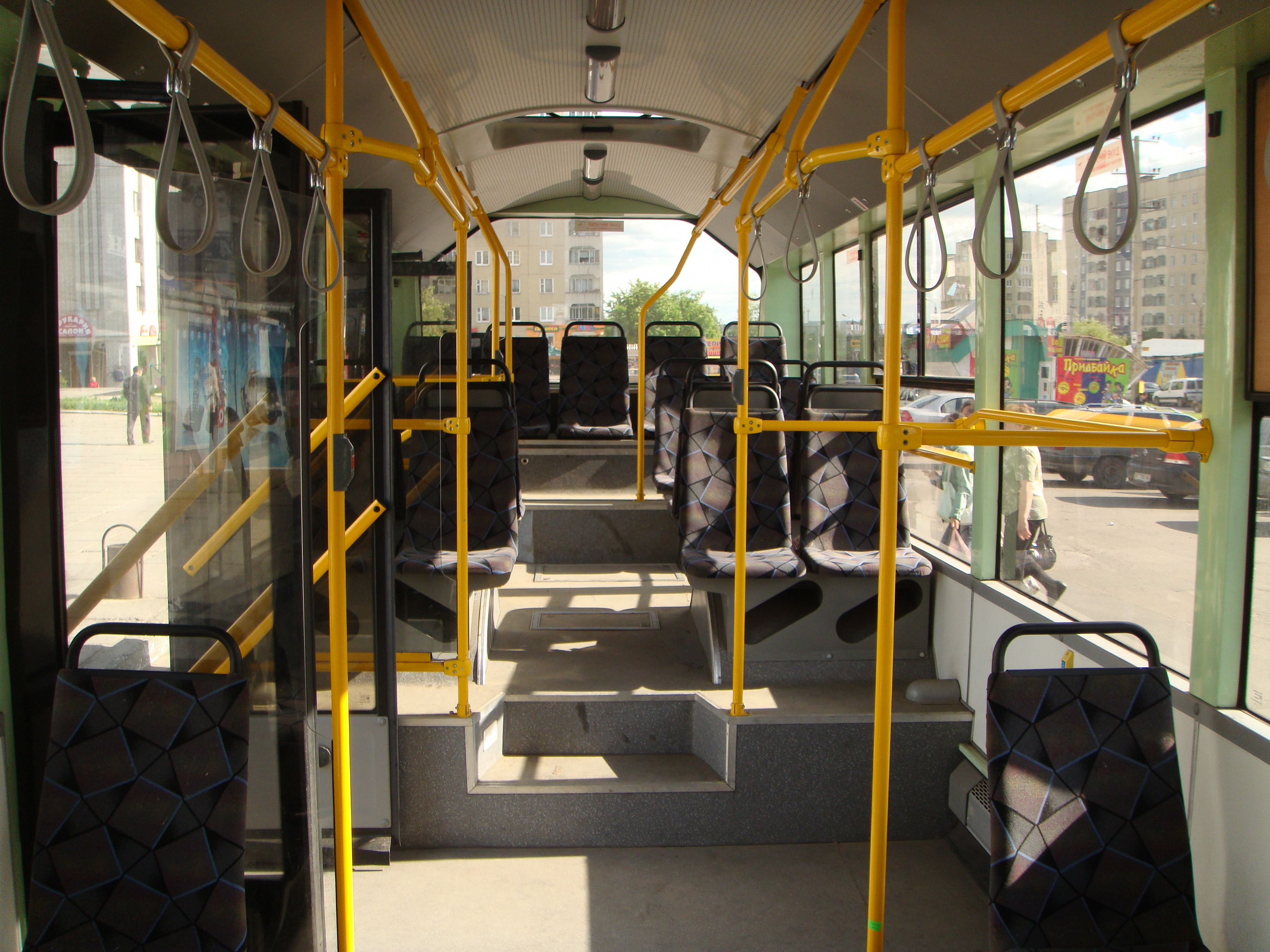
Богдан A601, інтер'єр
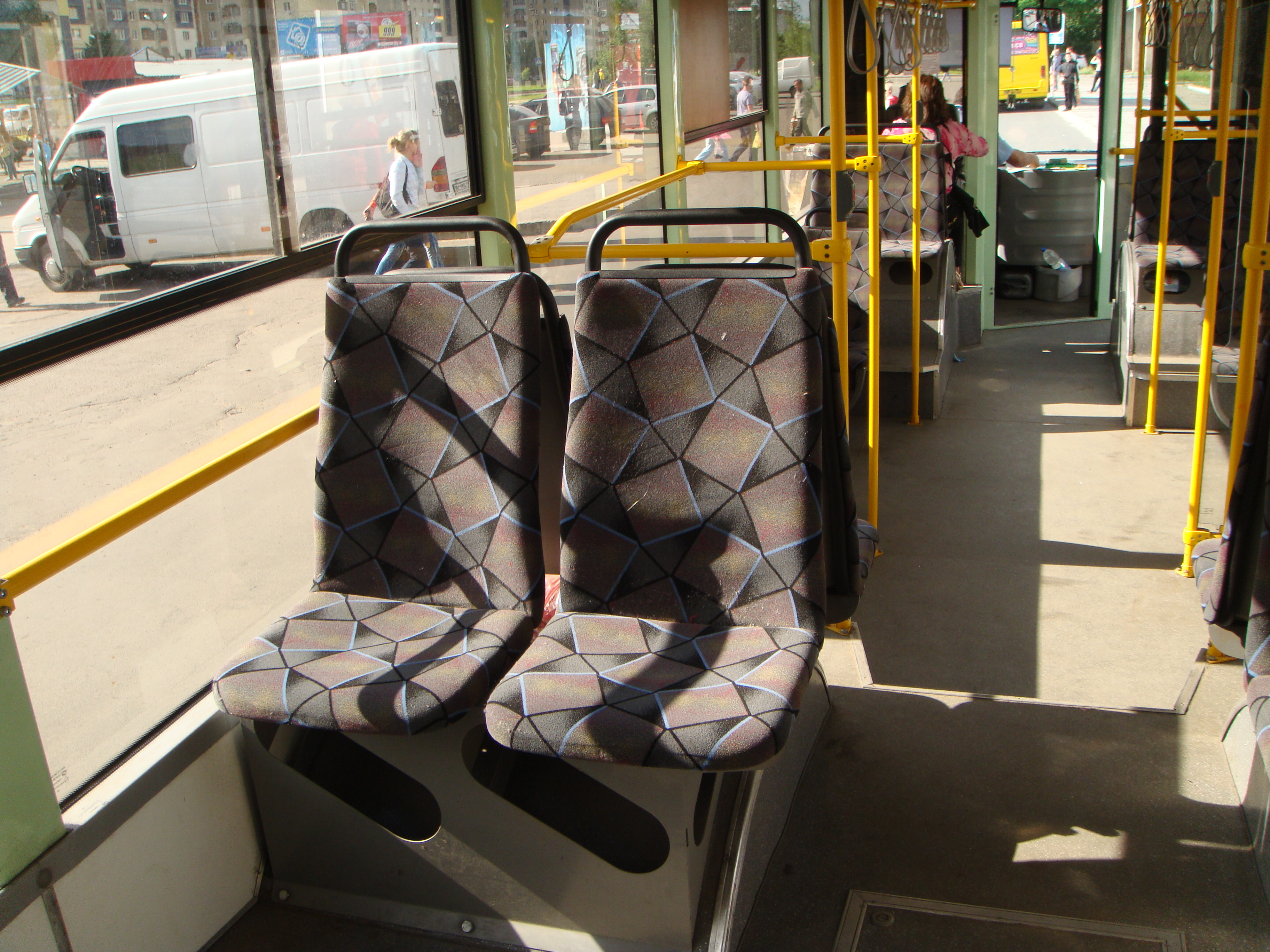
Богдан A601, інтер'єр
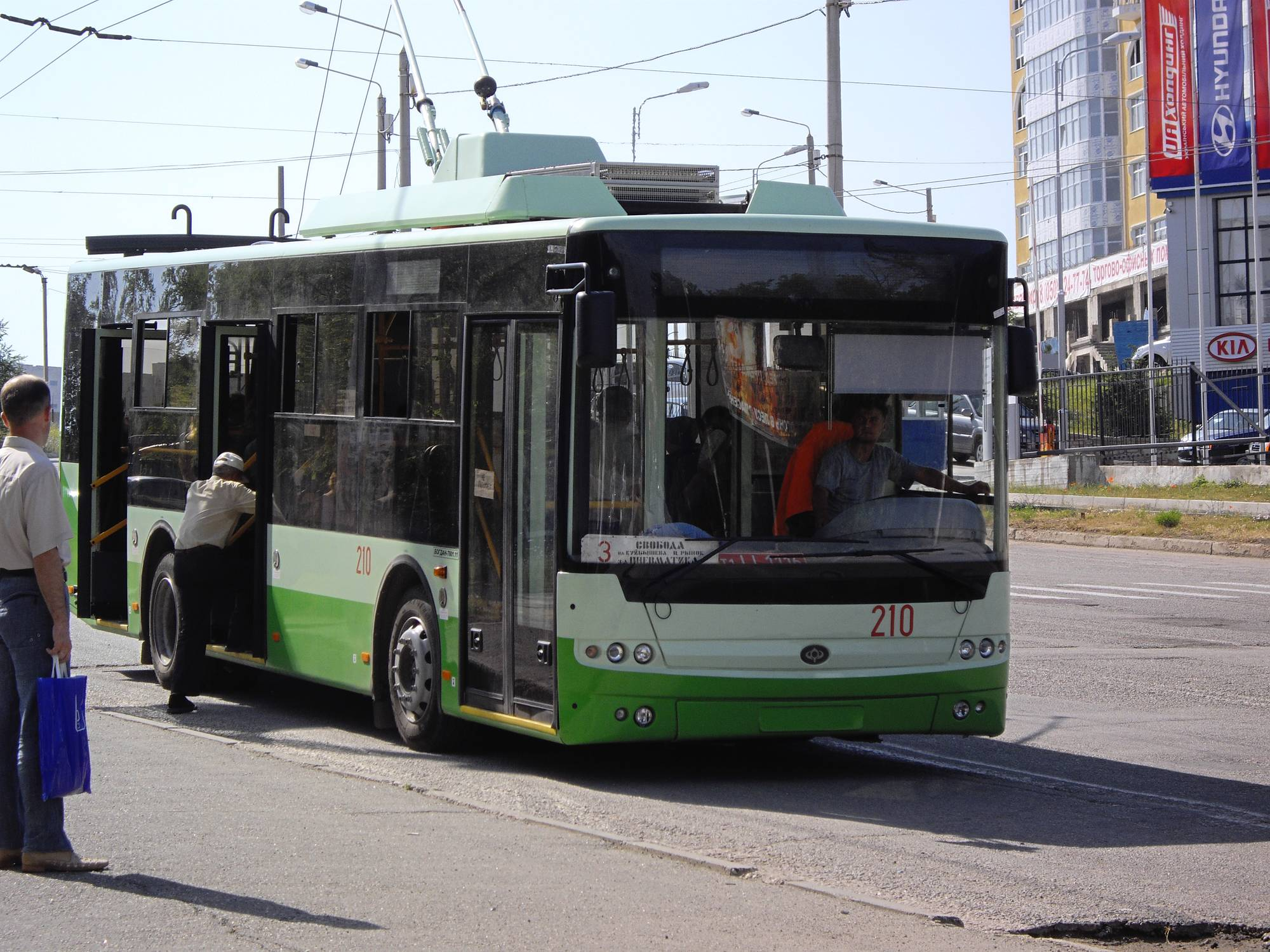
Тролейбус Богдан T601 у Сімферополі
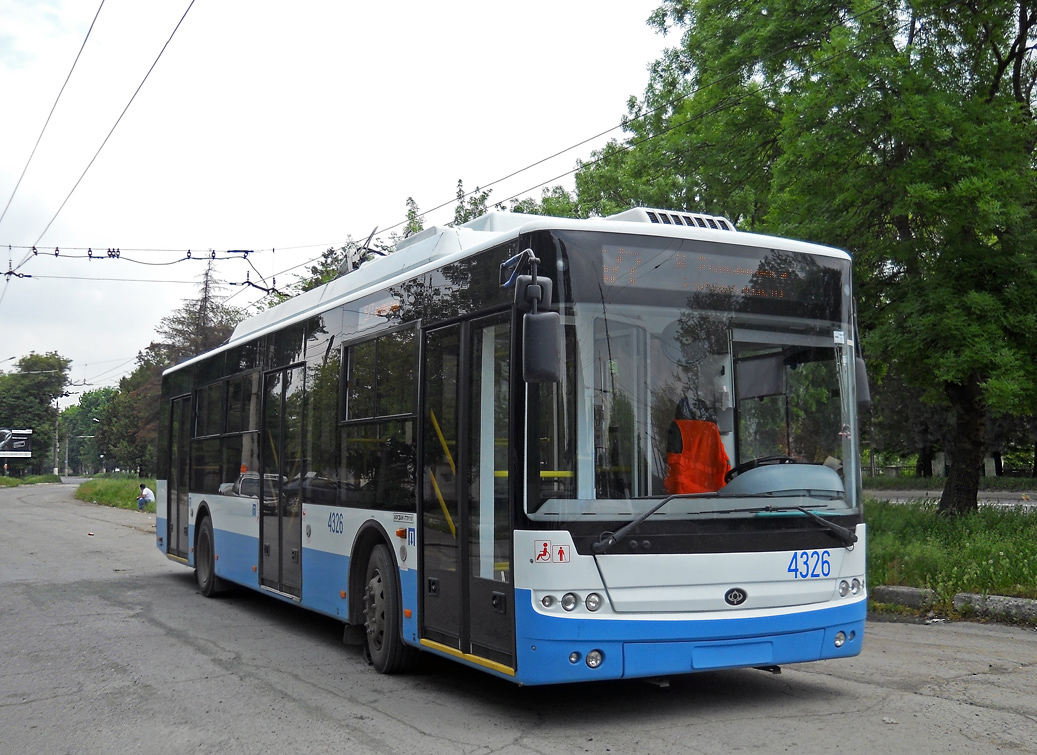
Богдан T701.10
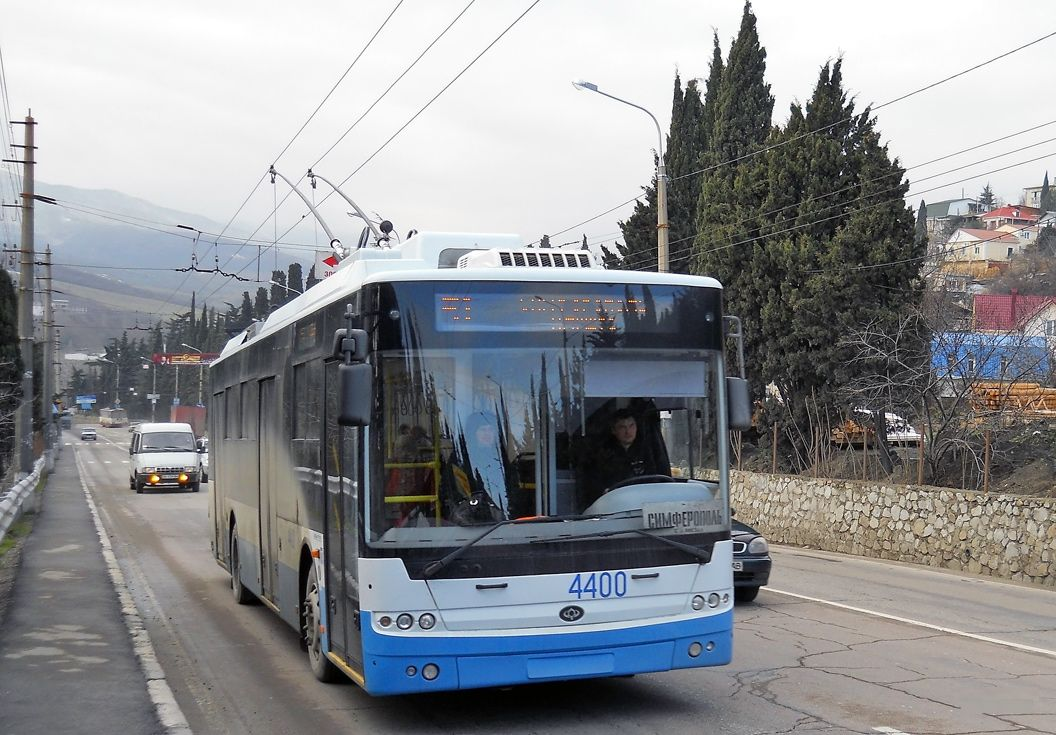
Богдан T701.15
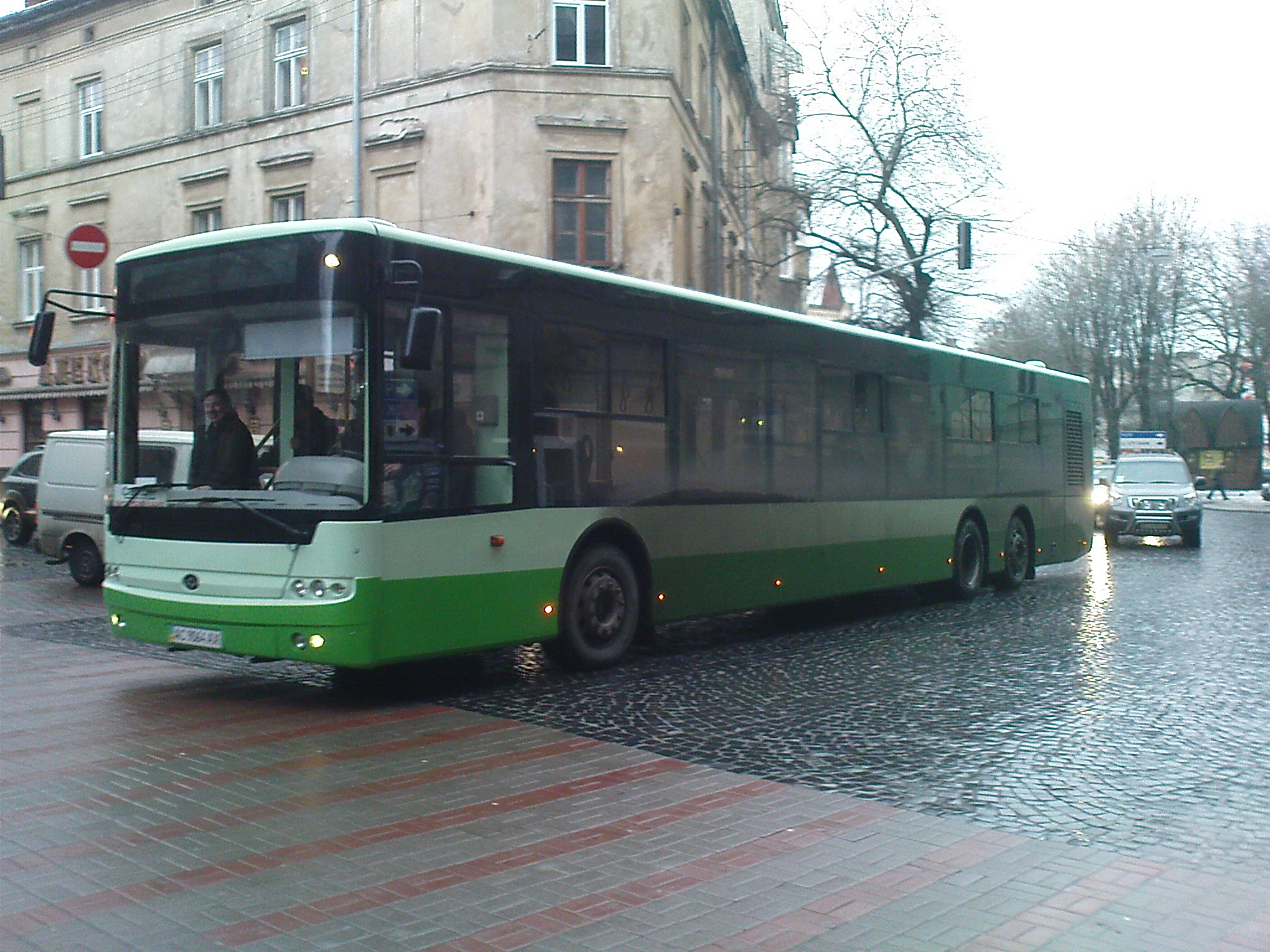
Богдан A801.10

## Поточні моделі

### Автобуси

#### Автобуси малого (Small) класу
- Богдан A069

#### Автобуси середнього (Medium) класу
- Богдан A092
- Богдан A093

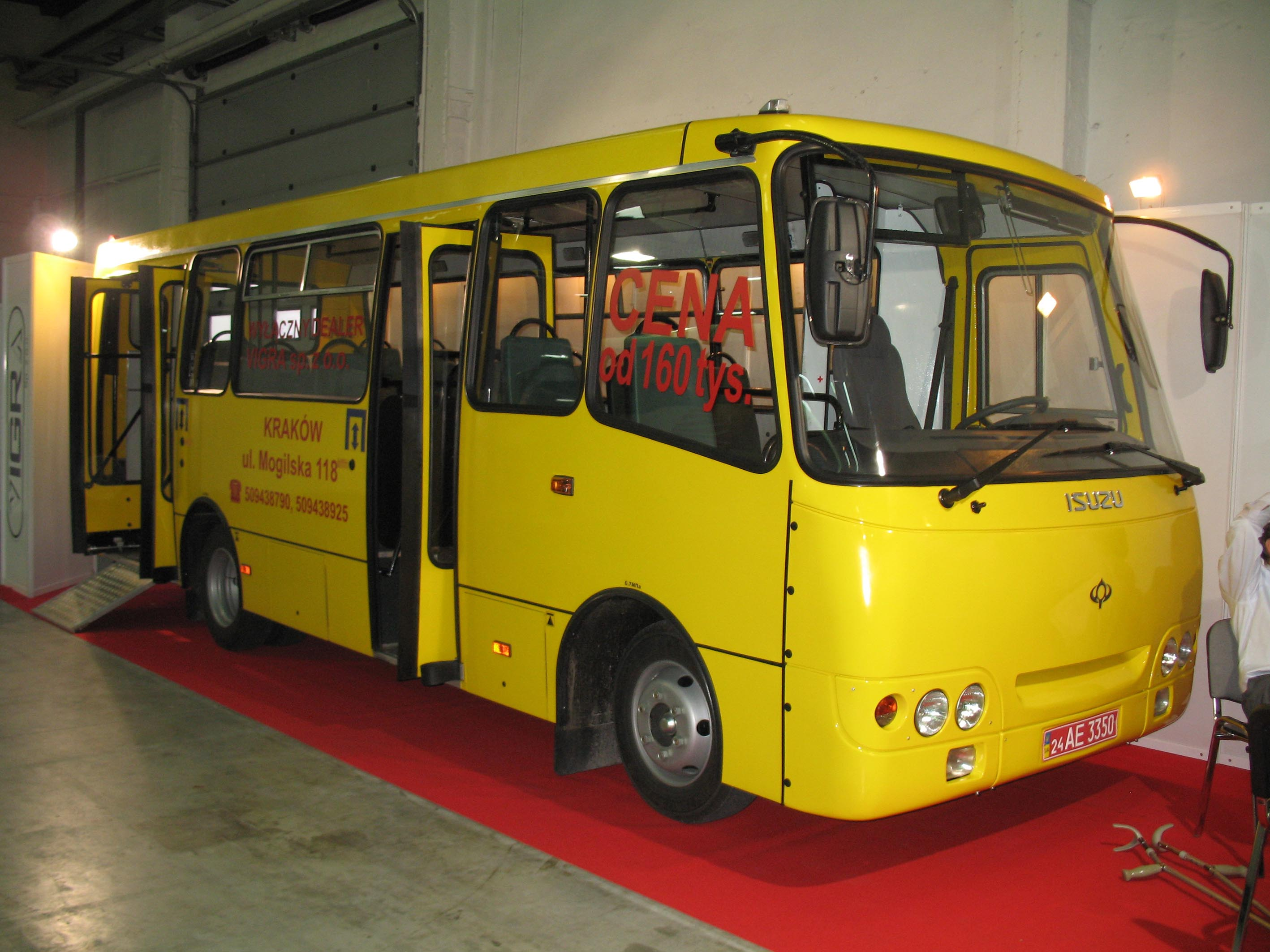
Богдан А092

- Богдан A092.80 (half-low-floor midibus)
- Богдан A40162

#### Автобуси великого (Large) класу
- Богдан A1445
- Богдан A1452

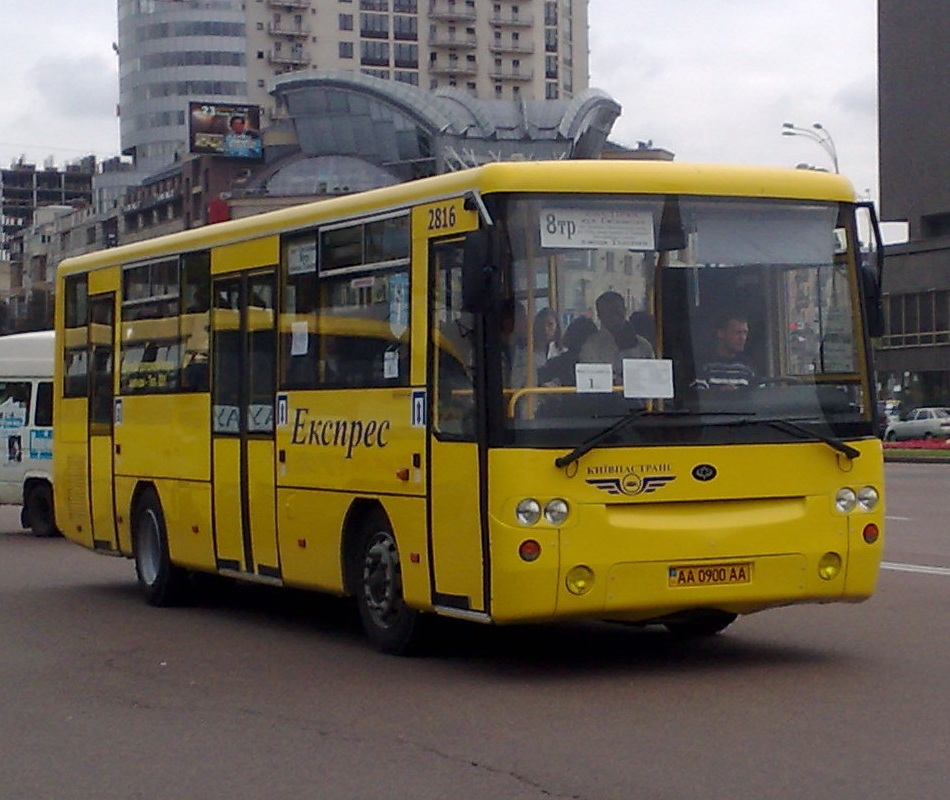
Богдан A1445

- Богдан A601.10 (10,6 meter half-low floor)
- Богдан A701.12 (12,0 meter low floor launched in 2011)
- Богдан A701.90 (12,0 meter low floor Airport bus). Launched in 2011 or 2012.

#### Автобуси надвеликого (Extra large) класу

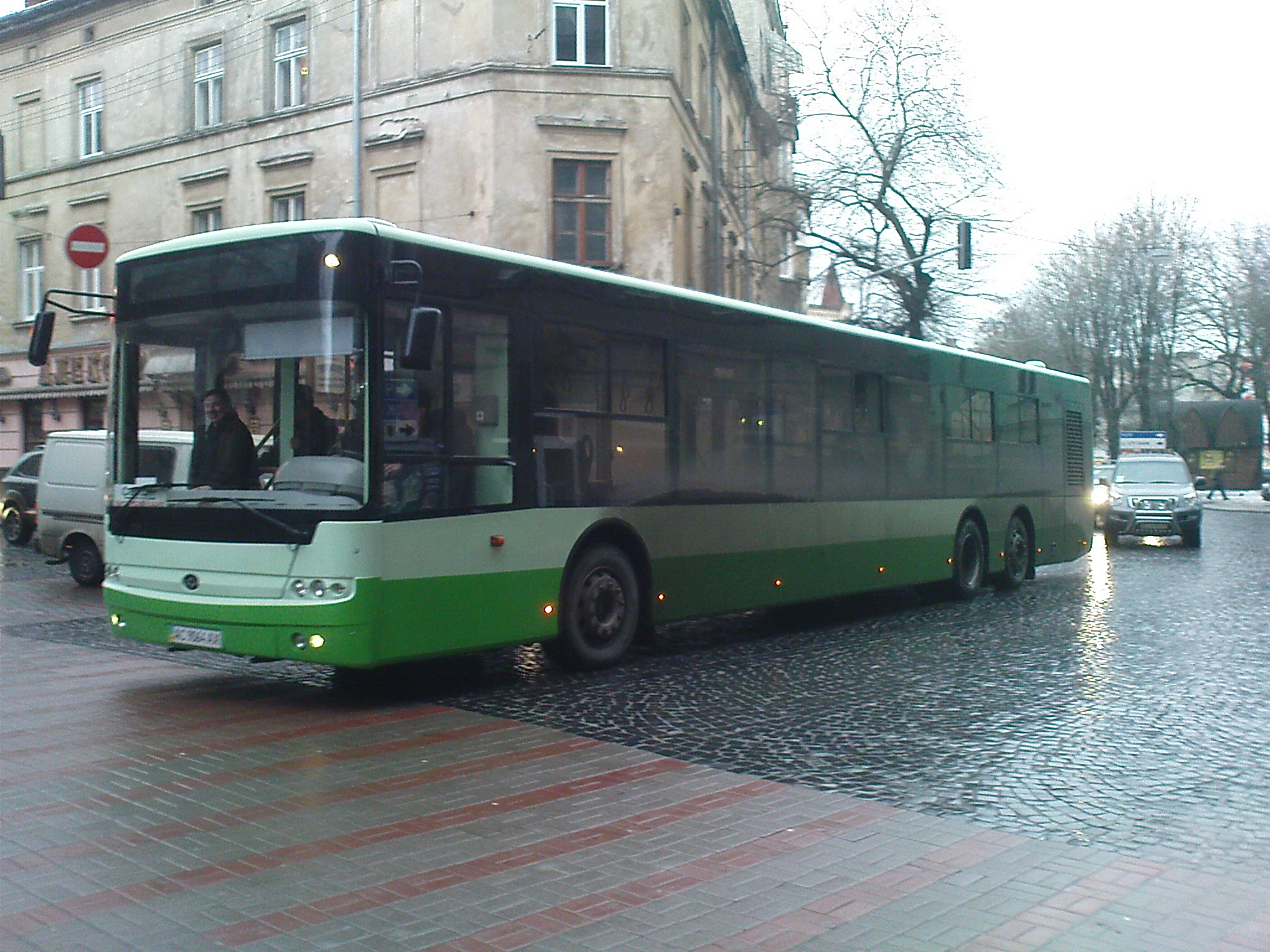
Богдан А801.10

- Богдан A231 (виробництво припинено у 2009)
- Богдан A801.10 (15 meter low-floor), launched in early 2010.

### Тролейбуси

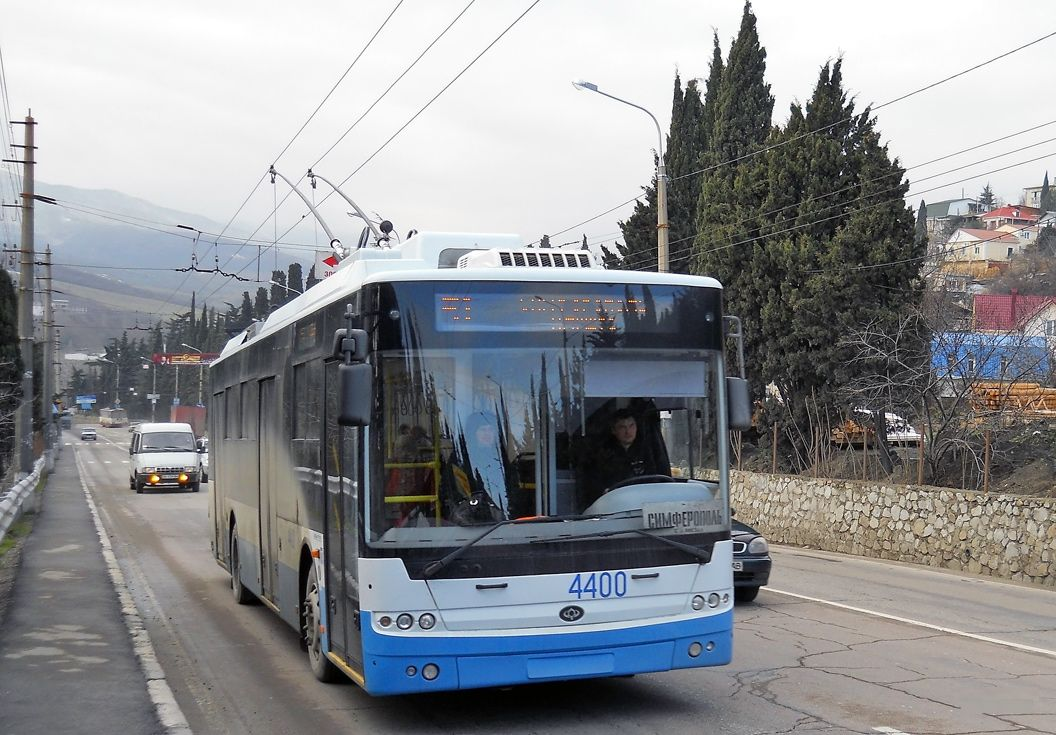
Богдан T701.15

- Богдан E231 (14,5 meter low-floor with Dynamo DC Motor). Made in 2007-2008, only 8 trolleys were made.
- Богдан T601.11 (10,6 meter low-floor, with Electrotjazhmash DC Motor). Launched in 2008.
- Богдан T701.10 (12,0 meter low-floor, with Electrotjazhmash DC Motor). Launched in 2010.
- Богдан Т701.15 (12,0 meter low-floor, with Pragoimex AC Motor). Launched in 2010.
- Богдан T701.20 (12,0 meter low-floor, 2 doors, situated in front and rear overhangs. Вироблявся для підприємства Кримтролейбус). Launched in 2011.
- Богдан T801.10 (15,0 meter low-floor, with a Russian DC motor). Launched in 2009.
- Богдан T901.10 (18,7 meter low-floor articulated, with 2 Electrotjazhmash DC Motors). Launched in 2010.